# Geraldine (Alabama)
Geraldine es un pueblo ubicado en el condado de DeKalb en el estado estadounidense de Alabama. En el censo de 2000, su población era de 786. 

## Demografía
En el 2000 la renta per cápita promedia del hogar era de $ 24.028$, y el ingreso promedio para una familia era de 34.583$. El ingreso per cápita para la localidad era de 18.330$. Los hombres tenían un ingreso per cápita de 27.083$ contra 20.179$ para las mujeres.

## Geografía
Geraldine está situado en 34°21′13″N 86°0′14″O / 34.35361, -86.00389 (34.353654, -86.004002).
Según la Oficina del Censo de los EE. UU., la ciudad tiene un área total de 3.89 millas cuadradas (10.08 km²).